# Protonový gradient
Protonový gradient (též vodíkový gradient) je elektrochemický gradient v koncentracích vodíkových protonů (kationtů) H+. 

## Význam v biochemii
Protonový gradient je zásadním předpokladem vzniku ATP na bakteriální membráně, v mitochondriích (v závěrečné fázi buněčného dýchání, během tzv. oxidativní fosforylace) a v tylakoidech (u eukaryot tedy plastidech, v rámci fotofosforylace). Vodíkové protony přecházejí z vnějšího prostoru (tzv. mezimembránový prostor mezi vnější a vnitřní membránou) do vnitřního prostoru organel (tzv. stroma nebo matrix), a to skrz enzym ATP syntázu. 